# Vierteaguas

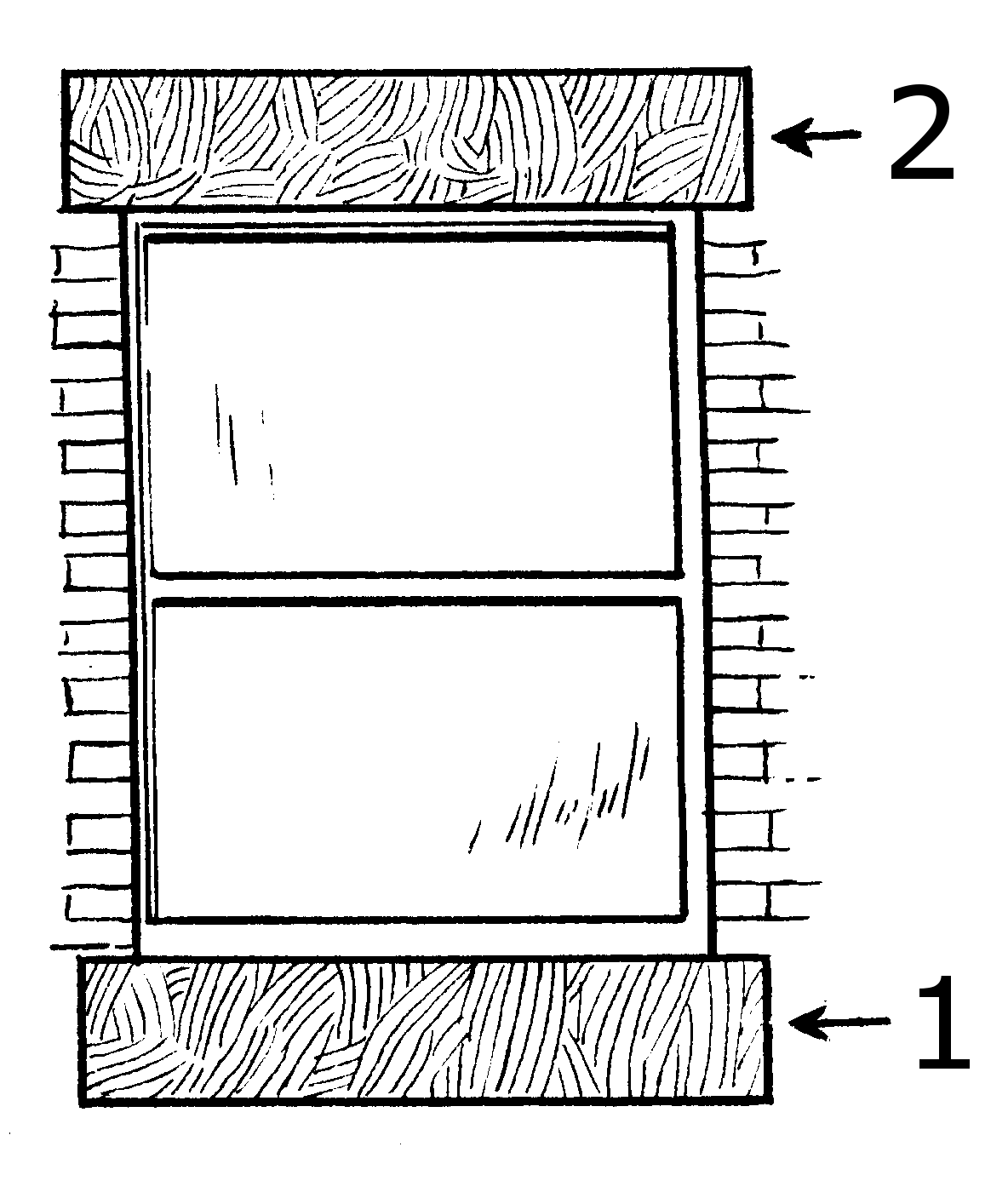
1. Alféizar, cuya parte superior es un vierteaguas 2. Dintel.

Vierteaguas o fallanca es un elemento constructivo hecho de piedra, cerámica, cinc, madera, etc., que, formando una superficie inclinada convenientemente para escurrir las aguas llovedizas, se pone cubriendo el alféizar de la ventana, los salientes de los paramentos, la parte baja de las puertas exteriores, etc.
Su misión es que el agua de lluvia no penetre en el edificio, razón por la cual el vierteaguas tiene una pendiente hacia afuera, asegurando una evacuación rápida del agua y suele resaltarse hacia fuera formando un goterón; por la misma razón de estanqueidad el alféizar ha de penetrar en las jambas del hueco (vano).  Por su importancia en la estanqueidad, el diseño del vierteaguas es uno de los puntos críticos en la proyección constructiva de los edificios.

## Etimología

Esquema de un vierteaguas según la normativa española.

Del latín vertĕre, girar, dar la vuelta', 'derribar', 'cambiar, convertir' y aqua 'agua'.

## Características y tipos de vierteaguas

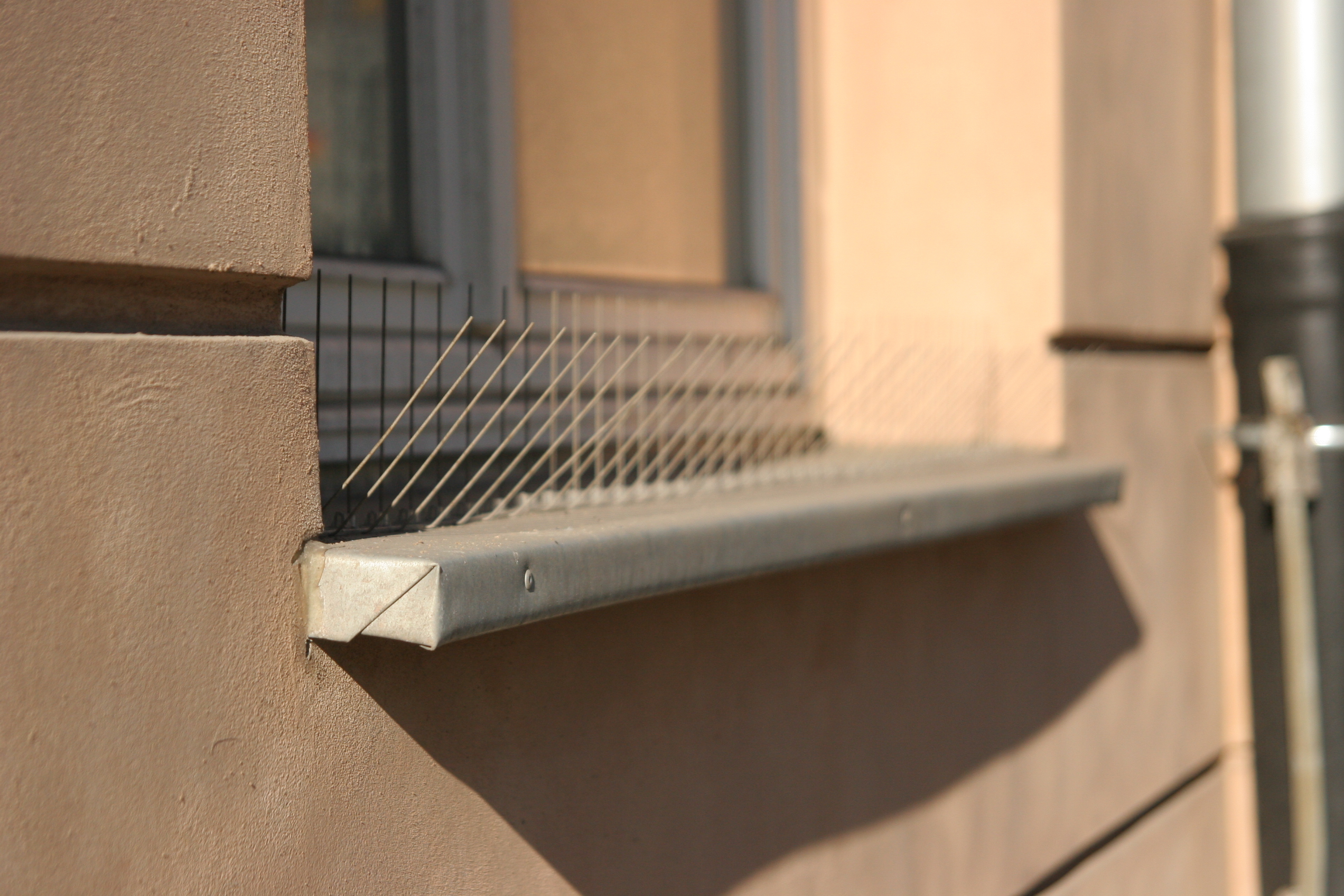
Vierteaguas de aluminio en Cracovia.

El vierteaguas, es una pieza importante de las ventanas, ya que evita la entrada del agua al edificio. En algunos países existen normativas sobre las especificaciones de los vierteaguas. En España, los mismos deben tener una pendiente de 10 grados como mínimo, estar impermeabilizados y poseer un goterón en la cara inferior de la saliente. Existen diferentes tipos de vierteaguas de acuerdo a los materiales utilizados para su construcción, siendo los más comunes de piedra, hormigón, cerámica, metal y de hormigón polímero.

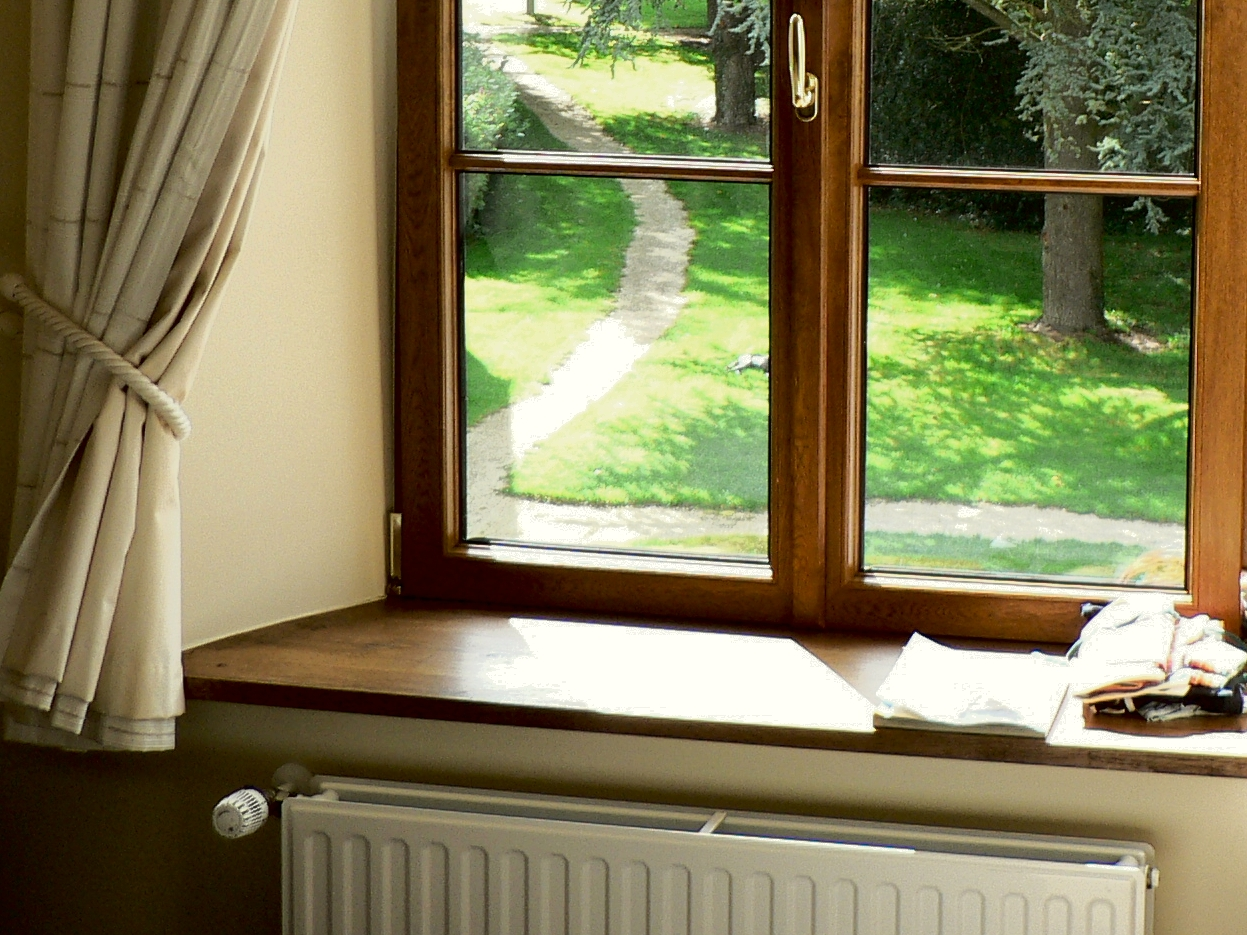
Libros colocados en el poyete de la ventana.

En muchas construcciones, las ventanas tienen una pieza de moldura interior similar a un estante, a menudo hecha de madera, cerámica o piedra, que es distinta del vierteaguas exterior de la ventana. Éstas son conocidas popularmente como poyete de ventana o peanas, términos que también se utilizan ocasionalmente como sinónimos de vierteaguas. El término técnico utilizado por carpinteros, fabricantes de ventanas y otros profesionales para este trabajo de moldura es repisa. En los edificios residenciales, algunas personas lo utilizan para decoración o soporte de plantas de interior, libros u otros artículos personales pequeños.